# IF Sundsvall Hockey
IF Sundsvall Hockey, Sundsvall Hockey, är en ishockeyklubb från Sundsvall, Sverige, som från säsongen 2020/2021 spelar i Hockeyettan. Sundsvalls senaste säsong i Hockeyallsvenskan var 2015/16. Den 27 juni 2017 beslutade klubben att lägga ner herrlaget av ekonomiska skäl men till säsongen 2019/2020 var laget tillbaka i seriespel och började om i Hockeytvåan. Klubben har totalt 42 säsonger i Sveriges näst högsta serie (division 2/1 och Hockeyallsvenskan) och har kvalat till högsta serien vid flera tillfällen.
Klubben hade också, i samarbete med Timrå IK, ett damlag som spelade i högsta serien SDHL/Riksserien 2013-2017, kallat Sundsvall Wildcats och senare Sundsvall Timrå. Även det laget upplöstes inför säsongen 2017/2018 men sommaren 2020 beslutades om att återuppta samarbetet med ett gemensamt damlag i division 2.
På ungdomssidan är klubben regionens största med cirka 400 ungdoms- och juniorspelare. Sundsvall och Timrå har också inlett ett samarbete på juniorsidan. Sundsvall Hockey är arrangör av det som kallas ”Sveriges äldsta hockeycup”, försäsongsturneringen SCA-cupen för herrlag sedan 1974.

## Historik

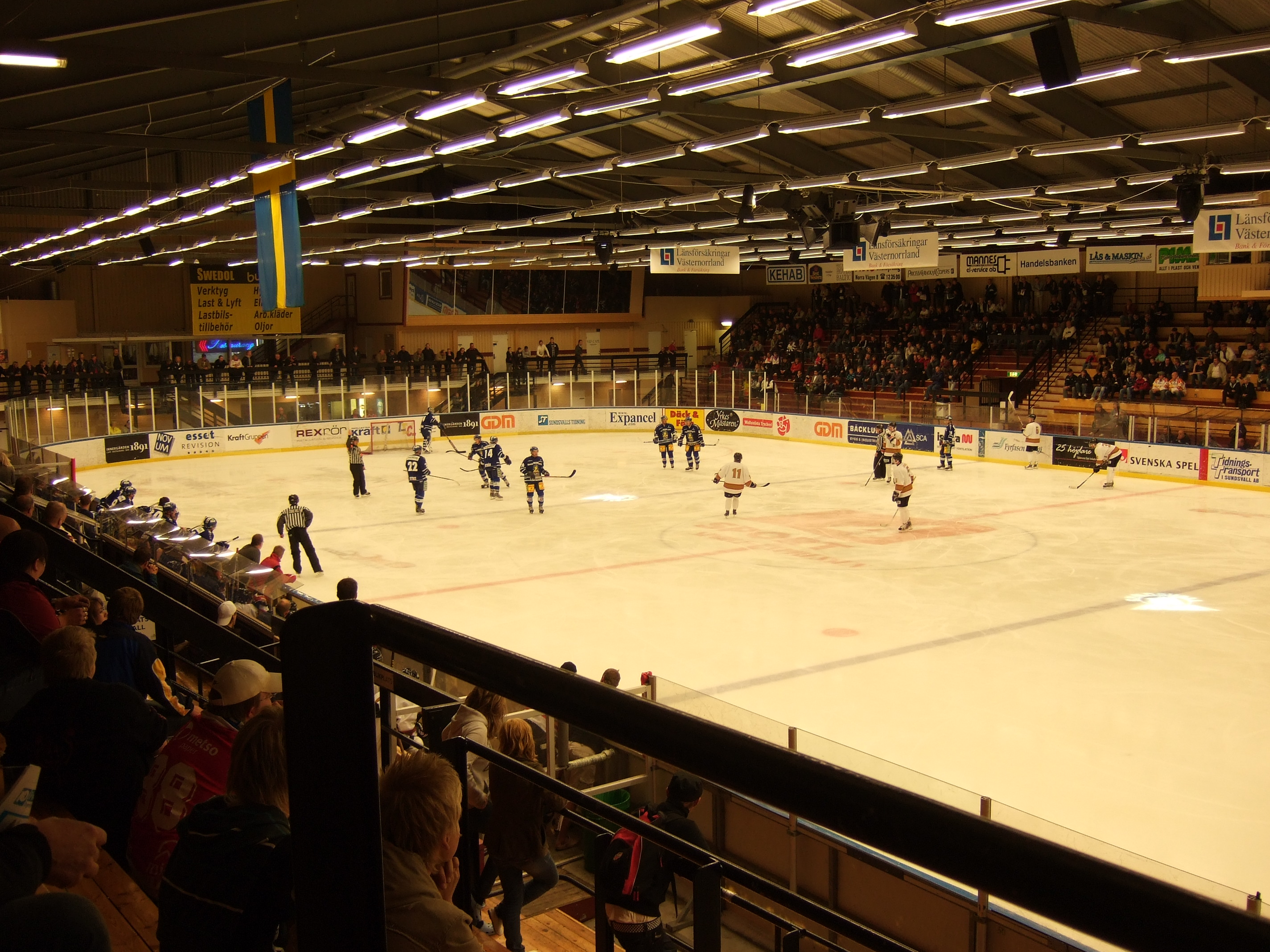
Interiör av Brandcode Center.

Sundsvall Hockey har gamla anor. Grundandet räknas till 1896 då Tunadals Skid- och Skridskoförening bildades i Tunadal av ägaren till Tunadals sågverk, vid Alnösundet. Namnet ändrades senare till Tunadals IF. Föreningen bedrev flera idrotter de första decennierna, bland andra friidrott, gymnastik, orientering, fotboll, skridsko och längdskidor. I skidspåren skördades stora framgångar, även på landslagsnivå. 1901 och 1902 vann föreningen den prestigefyllda skidtävlingen Kungakannan, ett budkavlelopp (stafett) där kungen hade skänkt ett vandringspris och som Tunadal fick behålla efter sin andra seger.  
Ishockey togs upp på programmet 1952 och 1967/1968 spelade klubben i näst högsta serien (dåvarande  division II, senare Division I och Allsvenskan), där man med bara korta avbrott spelade fram till och med 2015/2016.
Lokalkonkurrenten Heffners/Ortvikens IF, bildat 1898 som Heffners IF, hade länge konkurrerat på samma nivå i seriesystemet och hade säsongen 1970/1971 även gjort en säsong i högsta serien. Klubbarna delade hemmaarena och 1976 var tiden mogen för samarbete. Ishockeysektionen i HOIF bröt sig ur och bildade eget som Sundsvalls HC, och några dagar senare togs erforderliga beslut vid nya möten i SHC och i TIF om att SHC skulle uppgå i Tunadal och att föreningen skulle namnändras till Sundsvall/Tunadals IF. Under en del av perioden med detta namn använde man namnet Esste Hockey i dagligt tal. På 1980-talet startade moderföreningen HOIF upp en ishockeysektion igen och har därefter även mött Sundsvall Hockey i seriespel. Idag är HOIF:s ishockeysektion slumrande.
Inför säsongen 1986/1987 antogs Sundsvall Hockey och föreningen bytte senare namn till IF Sundsvall Hockey. Föreningen har genom decennierna stått i skuggan av grannen Timrå IK (med flera säsonger i elitserien/SHL). Under ett par år i slutet av 1980-talet tog dock Sundsvall över som Medelpads bästa lag. Ekonomiskt var dock satsningen, som lett till kvalspel till elitserien, förödande.
Sundsvall och Timrå konkurrerade båda i toppen av division 1 och drömde om avancemang till högstaligan. 1990/1991 slogs klubbarna samman med förhoppning att nå det målet. Förstalaget IF Sundsvall/Timrå Hockey tog Timrås plats och spelade i Timrå Isstadion och Sundsvall blev andralaget IF Tunadal Hockey och spelade i Gärdehallen. Ungdomsverksamheten fortsatte som tidigare, i två separata föreningar men man hade ett gemensamt juniorlag. 
Fusionen blev inte den succé man hoppats på. Elitserieavancemanget uteblev och Sundsvall drog sig ur samarbetet redan inför säsongen 1992/1993. Farmarlaget Tunadal hade då åkt ur division 1 och klubben fick starta om i division 2 och återtog namnet IF Sundsvall Hockey. Sundsvall/Timrå behöll, trots separationen, sitt namn ytterligare tre säsonger innan laget blev Timrå IK igen.  
1994/1995 var Sundsvall tillbaka i division 1 och fick möta sin gamla rival och samarbetsklubb i Timrå igen, som då valde att kalla sig ST Hockey. De båda lagen följdes sedan åt i division 1 under flera säsonger, tills Timrå tog steget upp i elitserien 2000. 1998/1999 blev Sundsvall tvåa i grundserien, efter Timrå, och båda lagen tog sig parallellt hela vägen till playoff 3 och kvalificerade sig också för nya allsvenskan. 
Säsongen 2008/2009 inledde klubben ett samarbete på damsidan med Timrå IK och Sundsvall Wildcats tog steget upp i högsta serien till säsongen 2013/2014. Totalt fyra säsonger blev det i riksserien/SDHL efter att ha klarat kvalspel varje säsong. Efter säsongen 2016/2017 lades dock laget ner av ekonomiska skäl.
Säsongen 2009/2010 hamnade herrlaget i kvalserien till Hockeyallsvenskan 2010/2011. Trots att laget slutade trea i kvalserien fick laget spela kvar i Hockeyallsvenskan. Björklöven, som var sportsligt kvalificerade för spel i allsvenskan, fick ingen elitlicens för säsongen och Sundsvall erbjöds då den vakanta platsen. Säsongen 2011/2012 hamnade klubben återigen i kvalserien. Denna gång placerade man sig på femte plats, med följd att klubben för första gången på 18 säsonger tvingades till spel i tredjedivisionen, Division 1.
Klubben tog sig till kval till Hockeyallsvenskan de två nästföljande säsongerna, utan att lyckas kvalificera sig för uppflyttning. Men efter tredje säsongen i division 1, 2014/2015, avancerade de åter till Hockeyallsvenskan. 2015/2016 var laget åter i samma serie som Timrå, men trots att Sundsvall vann trea av fyra derbymöten slutade man sist i Hockeyallsvenskan och i kvalserien räckte fjärdeplatsen inte till förnyat kontrakt.
Säsongen 2016/2017 spelade laget i Hockeyettan norra och lyckas ta sig till Allettan där slutade man på tredjeplats. I Playoff 2 förlorade man mot Vimmerby HC men var fortsatt kvalificerad för spel i Hockeyettan till föreningen beslutade att lägga ner sitt A-lag av ekonomiska skäl.
Till säsongen 2019/2020 var laget tillbaka i seriespel i Hockeytvåan  och vann Alltvåan och gick därmed vidare till kvalserien där de mötte AIK Hockey Härnösand. Då det fanns två platser i Hockeyettan erbjöds Sundsvall uppflyttning trots förlust mot Härnösand.. Sundsvall tackade senare ja till platsen i Hockeyettan 2020/2021.

### Säsongsöversikt
Tunadals IF tog upp ishockey på programmet 1952, men det tog till 1967 innan man hade några större framgångar. Nedan finns en tabell över säsongerna sedan 1967.
| Säsong                | Division            | Placering   | Playoff/Kval                     |
| Tunadals IF           | Tunadals IF         | Tunadals IF | Tunadals IF                      |
| --------------------- | ------------------- | ----------- | -------------------------------- |
| 1967/1968             | Division II Norra B | 7           |                                  |
| 1968/1969             | Division II Norra B | 7           |                                  |
| 1969/1970             | Division II Norra B | 3           |                                  |
| 1970/1971             | Division II Norra B | 1           | 4:a i kvalserien                 |
| 1971/1972             | Division II Norra B | 3           |                                  |
| 1972/1973             | Division II Norra B | 1           | 3:a i kvalserien                 |
| 1973/1974             | Division II Norra B | 4           |                                  |
| 1974/1975             | Division II Norra B | 3           | Kvalificerade för nya Division I |
| 1975/1976             | Division I Norra    | 9           |                                  |
| Sundsvall/Tunadals IF |                     |             |                                  |
| 1976/1977             | Division I Norra    | 10          |                                  |
| 1977/1978             | Division I Norra    | 9           |                                  |
| 1978/1979             | Division I Norra    | 8           | Nedflyttade                      |
| 1979/1980             | Division I Norra B  | 6           |                                  |
| 1980/1981             | Division I Norra B  | 2           | 3:a i kvalserien, uppflyttade    |
| 1981/1982             | Division I Norra    | 5           |                                  |

| Säsong                                                            | Division             | Placering | Vårserie                  | Playoff/Kval                                                                             |
| ----------------------------------------------------------------- | -------------------- | --------- | ------------------------- | ---------------------------------------------------------------------------------------- |
| 1982/1983                                                         | Division I Norra     | 6         | 7:a i fortsättningsserien | 2:a i kvalserien                                                                         |
| 1983/1984                                                         | Division I Östra     | 8         | 4:a i fortsättningsserien |                                                                                          |
| 1984/1985                                                         | Division I Västra    | 8         | 5:a i fortsättningsserien |                                                                                          |
| 1985/1986                                                         | Division I Västra    | 4         | 2:a i fortsättningsserien | Playoff: Utslagna av Rögle                                                               |
| 1986/1987                                                         | Division I Norra     | 2         | 7:a i Allsvenskan         |                                                                                          |
| IF Sundsvall Hockey                                               |                      |           |                           |                                                                                          |
| 1987/1988                                                         | Division I Norra     | 2         | 6:a i Allsvenskan         | Playoff: Besegrar Tyringe, utslagna av VIK Hockey                                        |
| 1988/1989                                                         | Division I Norra     | 1         | 8:a i Allsvenskan         | Playoff: Utslagna av Malmö IF                                                            |
| 1989/1990                                                         | Division I Norra     | 4         | 1:a i fortsättningsserien | Playoff: Besegrar S/G Hockey och Boden, utslagna av Björklöven                           |
| 1990–1992 deltog man även i samarbetet IF Sundsvall/Timrå Hockey. |                      |           |                           |                                                                                          |
| IF Tunadal Hockey                                                 |                      |           |                           |                                                                                          |
| 1990/1991                                                         | Division I Norra     | 6         | 4:a i fortsättningsserien |                                                                                          |
| 1991/1992                                                         | Division I Östra     | 9         | 7:a i fortsättningsserien | 3:a i kvalserien, nedflyttade                                                            |
| IF Sundsvall Hockey                                               |                      |           |                           |                                                                                          |
| 1992/1993                                                         | Division II Norra B  | 4         |                           |                                                                                          |
| 1993/1994                                                         | Division II Norra B  | 1         |                           | Playoff: Besegrar Kalix, 1:a i kvalserien, uppflyttade                                   |
| 1994/1995                                                         | Division I Norra     | 6         | 5:a i fortsättningsserien |                                                                                          |
| 1995/1996                                                         | Division I Norra     | 5         | 3:a i fortsättningsserien |                                                                                          |
| 1996/1997                                                         | Division I Norra     | 5         | 3:a i fortsättningsserien |                                                                                          |
| 1997/1998                                                         | Division I Norra     | 5         | 3:a i fortsättningsserien |                                                                                          |
| 1998/1999                                                         | Division I Norra     | 2         | 6:a i Allsvenskan         | Playoff: Besegrar Hammarby, utslagna av Troja Ljungby. Kvalificerade för nya Allsvenskan |
| 1999/2000                                                         | Allsvenskan Norra    | 10        | 3:a i vårserien           |                                                                                          |
| 2000/2001                                                         | Allsvenskan Norra    | 6         | 3:a i vårserien           |                                                                                          |
| 2001/2002                                                         | Allsvenskan Norra    | 7         | 5:a i vårserien           |                                                                                          |
| 2002/2003                                                         | Allsvenskan Norra    | 5         | 1:a i vårserien           | Playoff: Utslagna av AIK                                                                 |
| 2003/2004                                                         | Allsvenskan Norra    | 3         | 4:a i Superallsvenskan    | Playoff: Utslagna av Växjö Lakers                                                        |
| 2004/2005                                                         | Allsvenskan Norra    | 8         | 4:a i vårserien           | 2:a i kvalserien                                                                         |
| 2005/2006                                                         | Hockeyallsvenskan    | 13        |                           |                                                                                          |
| 2006/2007                                                         | Hockeyallsvenskan    | 12        |                           |                                                                                          |
| 2007/2008                                                         | Hockeyallsvenskan    | 14        |                           |                                                                                          |
| 2008/2009                                                         | Hockeyallsvenskan    | 12        |                           |                                                                                          |
| 2009/2010                                                         | Hockeyallsvenskan    | 13        |                           | 3:a i kvalserien                                                                         |
| 2010/2011                                                         | Hockeyallsvenskan    | 12        |                           |                                                                                          |
| 2011/2012                                                         | Hockeyallsvenskan    | 14        |                           | 5:a i kvalserien, nedflyttade                                                            |
| 2012/2013                                                         | Division 1B          | 1         | 2:a i Allettan Norra      | Playoff: Utslagna av Piteå                                                               |
| 2013/2014                                                         | Division 1A          | 2         |                           | Playoff: Utslagna av Kallinge-Ronneby                                                    |
| 2014/2015                                                         | Hockeyettan Norra    | 1         | 1:a i Allettan Norra      | 4:a i kvalserien, uppflyttade                                                            |
| 2015/2016                                                         | Hockeyallsvenskan    | 14        |                           | 4:a i kvalserien, nedflyttade                                                            |
| 2016/2017                                                         | Hockeyettan Norra    | 3         | 3:a i Allettan Norra      | Playoff: Utslagna av Vimmerby HC                                                         |
| Inför säsongen 2017/18 läggs A-laget ner.                         |                      |           |                           |                                                                                          |
| 2019/2020                                                         | Hockeytvåan Norra CD | 2         | 1:a i Alltvåan CD Norra   | 2:a i kvalserien till Hockeyettan, uppflyttade                                           |
| 2020/2021                                                         | Hockeyettan Norra    | 8         | 3:a i Vårettan            |                                                                                          |
| 2021/2022                                                         | Hockeyettan Norra    | 8         | 5:a i Vårettan Norra      |                                                                                          |
| 2022/2023                                                         | Hockeyettan Norra    | 4         | 7:a i Allettan Norra      | Slutspel: Besegrar Hanviken, utslagna av Kalmar.                                         |

Anmärkningar
1. ↑  Föreningen hade gått samman med Heffners/Ortvikens IF.
2. ↑  Sundsvall fick vara kvar i serien när Björklöven inte beviljades elitlicens.'"`UNIQ--ref-0000000E-QINU`"'
3. ↑  Endast två lag deltog i kvalet till Hockeyettan. Sundsvall erbjöds trots andraplatsen uppflyttning då det fanns två lediga platser i norra serien.'"`UNIQ--ref-00000010-QINU`"''"`UNIQ--ref-00000011-QINU`"'

## Meriter & rekord
Uppdaterat 23 maj 2020.
Säsonger i Sveriges högstadivision, herrar: 0. 
Säsonger i näst högsta serien (division 1/2/allsvenskan): 42 (till och med 2015/2016).
Bästa placeringar: Serieseger i division 2 (näst högsta serien) 1970/1971, 1972/1973 och division 1 1988/1989. Trea i kvalserien till Division I (dåvarande högstaserien) 1972/1973 och fyra 1970/1971. Kvalificering till playoff 3, 1987/1988, 1989/1990 och 1998/1999. 
Flest matcher: 1) Daniel Olsson 421 matcher, 2) Mikael Romö 397, 3) Jörgen Nordlöf 364, 4) Håkan Forsberg 352, 5) Nicklas Zetterström 350. 
Flest poäng: 1) Daniel Olsson 335 poäng, 2) Per Nilsson 271, 3) Peter Smedberg 263, 4) Håkan Forsberg 262, 5) Nicklas Zetterström 248. 
Flest mål: 1) Peter Smedberg 158 mål, 2) Håkan Forsberg 139, 3) Stefan Byström 125, 4) Magnus Wallin 119, 5) Daniel Olsson 116.
Flest assister: 1) Daniel Olsson 222 assister, 2) Per Nilsson 156, 3) Nicklas Zetterström 136, 4) Håkan Forsberg 123, 5) Mikael Romö 119.
Flest utvisningsminuter: 1) Håkan Forsberg 685 minuter, 2) Daniel Olsson 553, 3) Mattias Wiklund 453, 4) Mikael Romö 422, 5) Joakim Mattson 370.
Säsonger i Sveriges högstadivision, damer (riksserien/SDHL): 4. 
Bästa placering: Sjua i riksserien 2013/2014. 
Flest matcher: Erica Udén Johansson 142 matcher. 
Flest poäng: Erica Udén Johansson 121 poäng.  
Flest mål: Erica Udén Johansson 77 mål.
Flest assister: Erica Udén Johansson 44 assister.
Flest utvisningsminuter: Annie Svedin 119 minuter.

## Hemmaarena
Hemmaarena är Brandcode Center, invigd 1967, och ligger i idrottsanläggningen Gärdehov, där klubbens kansli också finns.

## Klubbfärger
Klubbfärgerna är blå, vit och gul (eller guld).   

## Klubbmärke, namn och symbol
Den 18 maj 2019 presenterades Sundsvall Hockeys nya klubbmärke. De vita bokstäverna S och H, med marinblå konturer och ovanpå varandra, bildar en sköld med grepphandtaget av ett svärd i guld ovanför.
Formellt och juridiskt är föreningens namn IF Sundsvall Hockey (sedan 1987), men i varumärket och i dagligt tal används bara Sundsvall Hockey.
Föreningen har tidigare hetat Tunadals Skid- och Skridskoförening, Tunadals IF, Sundsvall/Tunadals IF (eller Esste Hockey, 1976-1986), och IF Tunadal Hockey (andralaget under fusionen med Timrå IK 1990-1992, med förstalaget IF Sundsvall/Timrå Hockey).
Från början bestod klubbmärket av en blå-vit sköld med konturer i guld/gult och med bokstäverna TIF (Tunadals IF) respektive STIF (Sundsvall/Tunadals IF 1976-1987) i gult/guld på den. Från 1987 användes en liknande blå sköld och på den en hockeyhjälm med två korslagda hockeyklubbor under (inspirerad av Sundsvalls kommuns officiella vapen med en stormhatt och två korslagda muskötgafflar under) och klubbnamnet i text ("Sundsvall Hockey" respektive "Tunadal Hockey" 1990-1992). 
Parallellt användes också ett ordbildsmärke på matchtröjan, bestående av texten SUNDSVALL i gult med blå konturer, där första L:et är utdraget och ligger lite på sned under övrig text, som en hockeyklubba. Därunder texten HOCKEY i mörkblått, omgiven av en gul-blå rand. I slutet av 80-talet ändrades typsnitten något och ordet ”Sundsvall” fick en blå skugga och texten ”Hockey” ett spretigt, handskrivet typsnitt.   
Från 1995/1996 kallades klubben också Sundsvall Bobcats då ett lodjur var symbol och klubbmärke (ett gul-svart lodjurshuvud på en svart puck med texten SUNDSVALL i blått i en båge ovanför och HOCKEY i gult under och senare även årtalet för föreningens grundade uppdelat, 18 och 96, på varsin sida). Det skrotades inför säsongen 2011/2012 och ordbildsmärket från 1980-talet togs tillbaka och användes som officiellt märke till 2019.